# محمد صالح شمسة
محمد صالح بن مهدي شمسة (1905 - 10 فبراير 1985) شاعر عراقي في القرن 20 م/ 14 هـ. ولد في النجف ونشأ على أبيه، فأدخله المدرسة العلوية، ثم انتقل إلى مدرسة الغري الأهلية، وبعد تخرجه انتقل إلى بغداد ليلتحق بدار المعلمين الابتدائية عام 1925، وتخرج فيها عام 1927. عمل معلمًا، وظل يتنقل في وظيفته، حتى وصل إلى مفتش للتعليم الابتدائي بلواء الديوانية، وقد تتلمذ على يديه العديد من الأدباء. أسهم في الأندية النجفية بأدبه وشعره، وكان أديباً شاعراً ومحققًا في تاريخ الأديان والمذاهب. كان له علاقات قوية مع كبار الشخصيات من الملوك والأمراء الذين يزورون النجف. له ديوان الشعر ومنظومتان في الآراء والأديان وحديث الكساء. توفي في مسقط رأسه ودفن في العتبة العلوية.

## سيرته
ولد محمّد صالح بن مهدي بن محسن شمسة في النجف سنة 1323 هـ / 1905 م ونشأ بها. دخل المدرسة العلوية وتخرج فيها. انتقل إلى بغداد ودخل دار المعلمين الابتدائية سنة 1344 وتخرج فيها بعد سنتين. عُيّن مدرّساً في المدارس الثانوية في عدد من المدن العراقية، ثمّ استقر في النجف. شارك في الحياة السياسية وخدم المجال الوطني. كان أديباً شاعراً، ومحققاً في تاريخ الأديان والمذاهب وله خبرة في هذا المجال.

توفي بالنجف 20 جمادى الأُولى سنة 1405 هـ/10 فبراير 1985 م ودُفن بالصحن الشريف بحجرة رقم 45.

## شعره
«يدور جل شعره حول المديح. وله نظم في العقائد يعبر فيه عن التنزيه والتفريد، إلى جانب شعر له يعارض فيه رباعيات الخيام، يميل إلى التأمل، واستكناه المعاني، وسبر الغور.»

## مؤلفاته
- ديوان شعره
- منظومة في الآراء والأديان
- نظم حديث الكساء